# Rhynchina barbarae
Rhynchina barbarae là một loài bướm đêm trong họ Erebidae.